# Kanton Vierzon-2
Vierzon-2 is een kanton van het Franse departement Cher. Het kanton maakt deel uit van het arrondissement Vierzon.

## Gemeenten
Het kanton Vierzon-2 omvatte tot 2014 de volgende gemeenten:
- Massay
- Méry-sur-Cher
- Nançay
- Neuvy-sur-Barangeon
- Saint-Hilaire-de-Court
- Saint-Laurent
- Thénioux
- Vierzon (deels) (hoofdplaats)
- Vignoux-sur-Barangeon
- Vouzeron

Na de herindeling van de kantons door het decreet van 21 februari 2014 met uitwerking op 22 maart 2015 omvat het kanton volgende gemeenten :
- Dampierre-en-Graçay
- Genouilly
- Graçay
- Méry-sur-Cher
- Nohant-en-Graçay
- Saint-Georges-sur-la-Prée
- Saint-Hilaire-de-Court
- Saint-Outrille
- Thénioux
- Vierzon (zuidelijk deel) (hoofdplaats)